# Глазовское сельское поселение (Крым)

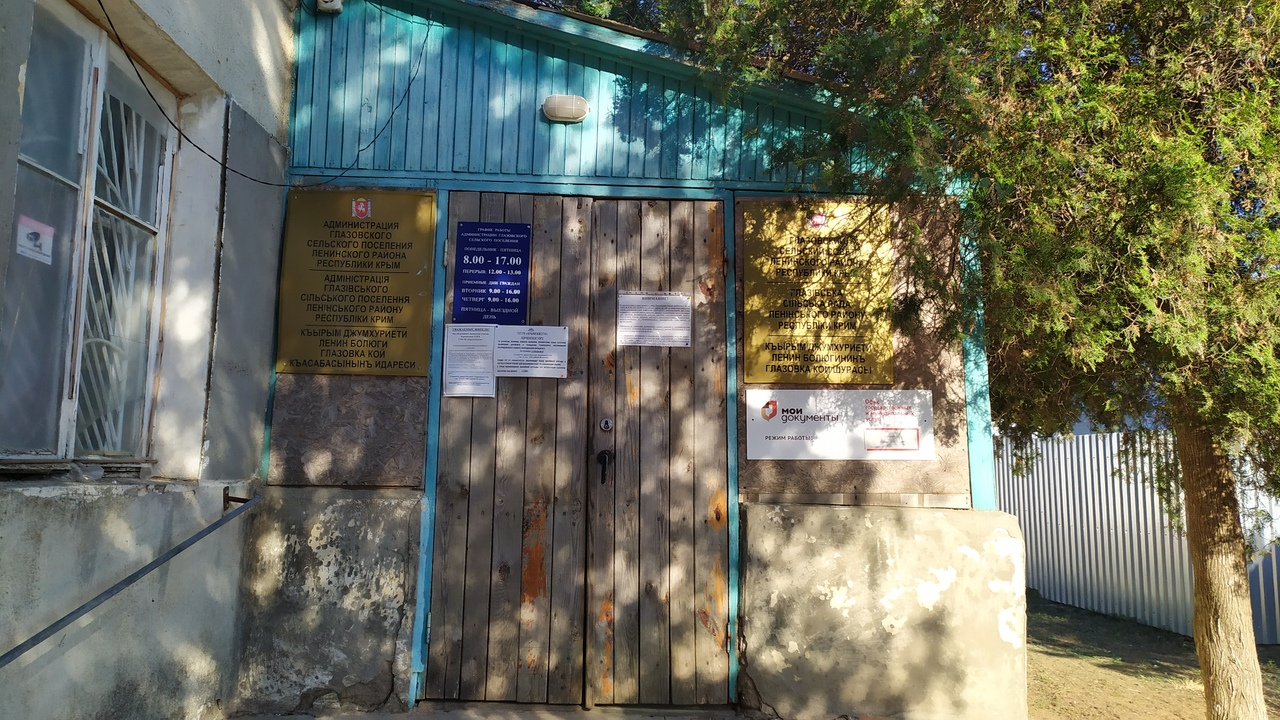
Сельская администрация

Глазовское сельское поселение (укр. Глазовіське сільське поселення, крымскотат. Бакъсы кой юрту, Baqsı köy yurtu) — муниципальное образование в Ленинском районе Республики Крым России, на Керченском полуострове. На юге граничит с территорией Керченского горсовета, на севере выходит к побережью Азовского моря.
Административный центр — село Глазовка.

## Население
| 2001  | 2014  | 2015  | 2016  | 2017  | 2018  | 2019  |
| ----- | ----- | ----- | ----- | ----- | ----- | ----- |
| 1654  | ↘1322 | ↘1321 | ↘1295 | ↘1272 | ↘1257 | ↘1245 |
| 2020  | 2021  |       |       |       |       |       |
| ↘1244 | ↗1580 |       |       |       |       |       |

## Состав сельского поселения
| № | Населённый пункт | Тип населённого пункта       | Население |
| - | ---------------- | ---------------------------- | --------- |
| 1 | Глазовка         | село, административный центр | ↘1018     |
| 2 | Осовины          | село                         | ↘235      |
| 3 | Юркино           | село                         | ↘69       |

## История
В советское время (до 1940 года) был образован Глазовский сельский совет.
Статус и границы Глазовского сельского поселения установлены Законом Республики Крым от 5 июня 2014 года № 15-ЗРК «Об установлении границ муниципальных образований и статусе муниципальных образований в Республике Крым».